# Cumberlandhalvön
Cumberlandhalvön (engelska: Cumberland Peninsula) är en halvö i Kanada. Den ligger i territoriet Nunavut, i den östra delen av landet, 2 400 km norr om huvudstaden Ottawa.